# Aeolothrips fuscus
Aeolothrips fuscus är en insektsart som beskrevs av Watson 1931. Aeolothrips fuscus ingår i släktet Aeolothrips och familjen rovtripsar. Inga underarter finns listade i Catalogue of Life.